# Nossa Senhora dos Remédios
Nossa Senhora dos Remédios là một đô thị thuộc bang Piauí, Brasil. Đô thị này có diện tích 358,364 km², dân số năm 2007 là 8338 người, mật độ 23,27 người/km².